# Gabriella, garofano e cannella
Gabriella, garofano e cannella è un romanzo dello scrittore brasiliano Jorge Amado, pubblicato in Brasile nel 1958.
Con questo romanzo l'autore ha un ritorno al Ciclo del Cacao, in cui crea un universo di colonnelli, pistoleri, prostitute e truffatori di vario calibro, che disegnano un panorama della società del cacao.

## Storia
Il libro fu concluso a Petrópolis, Rio de Janeiro, nel mese di maggio del 1958. La sua prima edizione brasiliana fu lanciata dalla Livraria Martins Editora di San Paolo, con 453 pagine, copertina di Clóvis Graciano e illustrazioni di Di Cavalcanti. Il successo di questo romanzo fu talmente grande che nello stesso anno a dicembre fu stampata la sesta edizione. Molte traduzioni in tutto il mondo seguirono.
Jean-Paul Sartre, amico di Amado, definì questo romanzo “il miglior romanzo di novella folk”.

## Trama
L'azione del romanzo si svolge nel ricco porto provinciale di Ilhéus negli anni venti, nello stato di Bahia. Ilheus serve come un importante punto di distribuzione e esportazione del cacao, il prodotto preminente della regione e argomento topico di moltissime discussioni in questo oltre che in molti romanzi di Amado.
Il romanzo racconta due storie separate ma collegate; la prima, narra della storia d'amore, fresco e sensuale, tra Nacib Saad, uomo di origini siriane e proprietario rispettabile del Bar Vesuvio, e Gabriella, una ragazza del “Sertão” (regione desertica dell'interno di Bahia), bellissima, mulatta e appunto del colore della cannella e dal profumo di garofano. La seconda racconta la lotta politica tra i vecchi possidenti (fazendeiros) e latifondisti delle terre del cacao, guidati dal clan Bastos, e le nuove leve, innovatrici e moderniste, guidate da Mundhinho Falcao, un ricco e giovane uomo di San Paolo.

## Curiosità
- Il nome Gabriela divenne popolare dopo il successo del romanzo che fu usato da bar e ristoranti per dare il nome al succo di cacao. Il nome Gabriella fu usato anche da ditte, aziende, bar e ristoranti.

- Nella piazza principale della città di Ilheus ancora oggi esiste il bar Vesuvio.

## Premi
In Brasile il libro riscosse 5 premi: 
- "Prêmio Machado de Assis", dell'"Instituto Nacional do Livro", Rio de Janeiro, 1959;
- "Prêmio Paula Brito", dell'antica Prefettura del Distretto Federale, Rio de Janeiro, 1959;
- "Prêmio Luísa Cláudia de Sousa", del "PEN Clube do Brasil", Rio de Janeiro, 1959;
- "Prêmio Carmem Dolores Barbosa", di San Paolo, 1959;
- "Prêmio Jabuti", della Camera Brasiliana del libro, San Paolo, 1959.

## Traduzioni
Pubblicato in Portogallo è il romanzo di Jorge Amado con il maggior numeri di traduzioni, avendo edizioni in Germania, Arabia, Bulgaria, Cina, Corea, Danimarca, Slovacchia, Slovenia, Spagna, Estonia, Finlandia, Francia, Georgia, Grecia, Israele, Paesi Bassi, Ungheria, Inghilterra, Moldavia, Norvegia, Polonia, Romania, Russia, Svizzera, Repubblica Ceca, Turchia, Ucraina e in Italia (con illustrazioni grafiche di Pino Reggiani).

## Adattamenti

### Televisione
Il romanzo è stato adattato a 2 telenovele brasiliane di cui la più nota è quella del 1975 (Gabriela) con l'attrice Sônia Braga che interpreta la protagonista. La telenovela è stata esportata in Portogallo, in Italia e in altri Paesi del mondo.

### Cinema
Nel 1983 vi fu anche un adattamento cinematografico (Gabriela, Cravo e Canela, uscito in Italia con il titolo di Gabriela) ad opera del regista Bruno Barreto, sempre con Sonia Braga nel ruolo della protagonista e Marcello Mastroianni in quello di Nacib Saad, il proprietario del “Bar Vesuvio”, con musiche originali di Antonio Carlos Jobim.

### Altri adattamenti
In Brasile questo romanzo ha avuto anche diversi adattamenti, uno spettacolo di balletto del Teatro Comunale di Rio de Janeiro, alcuni fotoromanzi e anche dei dipinti.